# Đuraš Ilijić
Đuraš Ilijić (en serbio: Ђураш Илијић, fl. 1326-1362) fue un noble que sirvió a los monarcas serbios Esteban Dečanski, Esteban Dušan y Esteban Uroš V, desde 1326 hasta su muerte en 1362. Tenía el título de čelnik ("jefe") y gobernaba la Alta Zeta. Era un antepasado de la Casa Crnojević (una rama de Đurašević).

## Origen y primeros años
Đuraš nació en Zeta, hijo de Ilija y nieto de Đuraš Vrančić. Su abuelo sirvió al rey Esteban Milutin con el título cortesano de stavilac, mientras que su padre tenía el título de céfalo y gobernaba Zeta. Se ha afirmado que Đuraš tenía dos hermanos, Nikola y Vladin, o un hermano, Nikola Vladin.  
A la confirmación del rey Esteban Dečanski sobre los derechos de los comerciantes raguseos que data del 25 de marzo de 1326, asistieron el vaivoda Mladen, el tepčija Vladoje y el čelnik Đuraš Ilijić. En ese momento, el título de čelnik tenía un rango superior al de stavilac, pero inferior al de kaznac y tepčija, siendo vaivoda el título supremo. No está claro si hubo uno o varios con ese título en la corte; al año siguiente, se menciona que Gradislav Vojšić sirvió al rey como čelnik. En el conflicto entre Esteban Dečanski y su hijo Esteban Dušan en 1331, Đuraš estaba del lado de Dušan. Según Mavro Orbini (1601), cuando Dušan tomó su ejército de Zeta contra su padre en Raška, tenía con él dos consejeros, Karavida y Đuraš. Dečanski se rindió en agosto y Dušan fue coronado rey en septiembre.

## Klis y Skradin
A principios de 1355, el emperador Dušan envió un ejército, dirigido por el caballero Palman y Đuraš Ilijić, para defender Klis y Skradin, que estaban en manos de la hermana de Dušan, Jelena, la viuda de Mladen III Šubić, de los ataques húngaros. Jelena fue presionada tanto por Hungría como por la República de Venecia. Palman se apoderó de Klis, mientras que Đuraš lo hizo con Skradin. Entre el ejército de Đuraš estaban sus hermanos, hijos y sobrinos. El ejército no pudo resistir la presión del ejército húngaro. Los habitantes no estaban preparados, mientras que hubo algunos combates indecisos. El emperador Dušan murió el 20 de diciembre de 1355 en circunstancias poco claras. Esta fue su última actividad. El 10 de enero de 1356, Đuraš cedió Skradin a la República de Venecia, como le había ordenado Dušan en caso de que no pudiera ser defendida de los húngaros. Dušan había buscado una flotilla veneciana para su campaña planeada en Constantinopla.

## Muerte
Según Mavro Orbini (1601), la Casa Balšić comenzó a expandirse en la Baja Zeta después de la muerte del emperador Dušan, durante el débil gobierno del emperador Uroš V. En 1360 ocuparon una parte de la tierra entre el lago Skadar y el mar Adriático. Los hermanos Balšić continuaron hacia la Alta Zeta, que estaba en manos de Đuraš Ilijić y sus parientes, y mataron a Đuraš y capturaron a algunos de sus parientes mientras el resto abandonó la tierra, "y por lo tanto también gobernó la Alta Zeta". Esto tuvo lugar después de 1362.
En la isla de Prevlaka, en las bocas de Kotor, se encontró una placa que dice, entre otras cosas, "Siervo de Cristo, Joaquín, llamado Đuraš, nieto de stavilac Đuraš" y que era un "temible caballero del emperador Esteban [Dušan]". Se ha sopesado que esta es la lápida de Đuraš Ilijić.
Fue el progenitor de la Casa Đurašević, la posterior Casa Crnojević. Se ha afirmado que tuvo tres hijos: Crnoje, Stefan y Dobrovoj, o dos hijos: Crnoje y Stefan Dobrovoj.